# David Servan-Schreiber
David Servan-Schreiber (Neuilly-sur-Seine, 21 aprile 1961 – Fécamp, 24 luglio 2011) è stato uno psichiatra, giornalista e ricercatore francese, che ha lavorato a lungo negli Stati Uniti. È stato condirettore del laboratorio clinico di Neuroscienze Cognitive presso l'Università di Pittsburgh, dove esercitava anche come psichiatra. Ha raggiunto la notorietà per avere proposto alcuni metodi per la prevenzione e il supporto alla guarigione del cancro, nonché per la cura delle malattie psichiatriche, tutti basati su tecniche terapeutiche di medicina alternativa. In Francia venne soprannominato il "profeta del benessere".

## Biografia
Figlio del noto giornalista (fondatore de L'Express), scrittore, imprenditore e uomo politico Jean-Jacques Servan-Schreiber (autore del libro La sfida americana e segretario, per breve tempo, del Partito Repubblicano, Radicale e Radical-Socialista), ha studiato medicina all'ospedale Necker di Parigi, dove nel 1980 ha aperto un laboratorio di microinformatica con i primi computer Apple II. Quindi, ha proseguito la sua formazione medica in Quebec, dapprima alla Laval University e poi alla McGill University, dove si è specializzato in psichiatria. Nel 1991 ha conseguito un Ph.D. in intelligenza artificiale presso la Carnegie Mellon University, dove ha utilizzato le reti neurali per studiare i meccanismi neuronali alla base di patologie psichiatriche come la depressione e la schizofrenia.

### Studi, attività e sperimentazioni
Il suo principale argomento di ricerca è stato stabilire un legame fra le neuroscienze e la psicanalisi.
È, inoltre, stato membro dell'organizzazione "Medici Senza Frontiere", interrompendo a volte le sue ricerche per passare qualche settimana in un paese del terzo mondo dove l'organizzazione riteneva che la situazione sanitaria fosse particolarmente critica.
A Pittsburgh si è svolta la maggioranza dei suoi studi sulle medicine alternative applicate alle patologie psichiche, in sostituzione o affiancate alla psicoanalisi e agli psicofarmaci. È stato anche professore universitario di psichiatria clinica, co-direttore del laboratorio di neuroscienze di Pittsburgh, insegnante all'Istituto dell'EMDR francese e professore aggiunto di Oncologia generale al centro Anderson, Università del Texas e presidente onorario di numerosi istituti.

### Malattia e morte
Nel 1992, a 31 anni, scoprì di avere un cancro al cervello: gli diedero pochi mesi di vita, ma lui riuscirà invece a vivere 19 anni in buone condizioni. Il cancro che lo colpì era una forma grave di astrocitoma di IV stadio, che, in recidiva, degenerò in glioblastoma, un tumore che solitamente porta alla morte in pochi anni. La sua sopravvivenza record (19 anni), che avviene in meno dell'1 % dei pazienti con questa tipologia di malattia, è stata da lui attribuita al proprio stile di vita, che definirà "anticancro".
Riuscì a guarire una prima volta grazie a numerose cure (chirurgia, radioterapia e chemioterapia) nel 1993. Affiancò il tutto allo stile di vita e di dieta, da lui ideato, che definì "anticancro". Tuttavia, ebbe una recidiva e un aggravamento nel 2000 e una successiva remissione, grazie alla radioterapia, il che gli permise di continuare i suoi lavori ed ottenere il successo mondiale nei 10 anni seguenti.
Nel 2010 ha avuto un ritorno della malattia (IV stadio di glioblastoma ai lobi frontali) e quasi inoperabile, e l'anno seguente è stato sottoposto ad un intervento chirurgico sperimentale alla zona colpita, seguito da una nuova radioterapia con alcuni metodi innovativi (come l'impianto di piccole sorgenti radioattive nella zona del cervello colpito) e da alcune cure, anch'esse sperimentali, basate sull'immunoterapia dei tumori (in particolare una sorta di "vaccino" integrando i globuli bianchi con le cellule cancerose). Dopo un lieve miglioramento, nel 2011 il tumore ha cominciato però a crescere di nuovo e il ricercatore è deceduto mentre si trovava nella casa di famiglia a Fécamp; dopo il trasferimento in ospedale a seguito di un aggravamento improvviso, è morto all'età di 50 anni dopo tre giorni di coma, secondo quanto dichiarato dai fratelli (Franklin, Émile ed Edouard) e dagli altri familiari. Servan-Schreiber aveva tre figli: Alexander detto Sacha (dalla prima moglie Olga Tereshko, nel suo libro "Anticancro" chiamata Anna), nato nel 1995, Charlie e Anna (dalla seconda moglie, Gwenaëlle Briseul).
La sua tomba si trova, insieme a quella del padre e del nonno, al cimitero di Veulettes-sur-Mer, residenza estiva della famiglia Servan-Schreiber.

## Il metodo "anti-cancro"
Servan rese nota la sua esperienza con la malattia, alla luce dei suoi successivi studi sulla medicina alternativa, solo nel 2007 nel libro Anticancro. Prevenire e combattere i tumori con le nostre difese naturali, in cui sostiene la prevenzione della malattia e delle ricadute, oltre che il supporto alla guarigione, tramite il potenziamento delle difese immunitarie e i cibi che non favoriscono oppure ostacolano la crescita delle cellule cancerose, cose che si possono ottenere, secondo Servan-Schreiber, tramite una dieta adeguata e l'attività fisica costante. La dieta prevede l'alimentazione povera di "carboidrati bianchi" (come lo zucchero e la farina raffinati) e senza eccessivo apporto di proteine animali, in quanto alimenti troppo ricchi di acidi grassi saturi - con l'eccezione del pesce, in particolare il pesce azzurro, che apporta omega-3, che va consumato (anche se consiglia di non superare il 20 % delle proteine di origine animale -, basandola invece su verdura e frutta (i carboidrati "naturali"), meglio se coltivati biologicamente (gli alimenti vegetali devono essere almeno l'80 %, secondo questo metodo, ma va limitato l'uso delle patate, soprattutto se non biologiche, in quanto accumulano residui di antiparassitari e fungicidi nel tubero). Consiglia inoltre di usare, per la cottura e soprattutto come condimento, solo olio di oliva e olio di colza, l'utilizzo di tè verde, farine integrali, cioccolato fondente, curcuma con pepe, spezie ed erbe aromatiche mediterranee al posto del troppo sale. Studiò anche le medicine naturali per la prevenzione chiarendo sempre che, una volta che il tumore si fosse palesato, andava combattuto con cure tradizionali, affiancate però dalla dieta; inoltre suggerisce la meditazione come aiuto per diminuire lo stress.

## I sette metodi terapeutici nella psichiatria diGuarire
Le tesi di David Servan-Schreiber sulla medicina alternativa applicata alla psichiatria - basate su esperienza personali e numerosi anni di studi - sono esposte nel suo libro best seller Guarire (2003) in cui vengono delineati sette metodi di cura: 
- la ricerca della "coerenza cardiaca" (tramite il "controllo della variabilità del battito cardiaco", una tecnica di training autogeno ispirata da alcune forme di meditazione e autoipnosi)
- la rimozione dei traumi psichici con i movimenti oculari (tramite il cosiddetto EMDR, una tecnica inventata da Francine Shapiro)
- l'energia della luce (fototerapia applicata alle patologie psichiatriche)
- l'agopuntura
- l'assunzione degli acidi grassi Omega-3
- l'attività sportiva
- lo sviluppo di una nuova socialità tramite la "comunicazione emotiva non violenta", le relazioni sociali e la solidarietà.

Tutte queste tecniche furono da lui usate per la cura di depressione, stress, disturbi d'ansia, sindrome maniaco-depressiva e disturbi da shock post-traumatici.
La tecnica di cura dello psichiatra francese (che egli definì "medicina integrale") risente dell'influsso delle medicine tradizionali cinese e tibetana, degli studi da lui compiuti scientificamente sulla medicina sciamanica, nonché dei lavori occidentali sulle medicine alternative, si basa sulla limitazione degli psicofarmaci (a cui non era, comunque, contrario per principio, ma che riteneva usati spesso a sproposito) per porre, in modo umanistico, la persona nel suo intero (senza separare il fisico dallo psicologico) al centro, e, tramite le interazioni corpo-cervello già descritte da Freud sul finire della propria vita, riequilibrare la psiche, con possibilità di curare anche gravi patologie.
Inoltre, il suo approccio e le sue teorie, devono molto per sua stessa ammissione, alle idee di Daniel Goleman, Antonio Damasio, Francine Shapiro, Joseph LeDoux e Marshall Rosenberg. 
Queste tecniche sono state anche criticate, per essere descritte troppo semplicisticamente, senza che ci siano stati studi approfonditi.

## Scritti
David Servan-Schreiber fece tesoro delle sue esperienze personali per raccontare a tutti ciò che aveva scoperto e studiato sull'insorgenza e sullo sviluppo del tumore.
"Guarire" (2003) fu il suo primo saggio medico. In queste pagine, stress e depressione vengono additati come responsabili dell'insorgenza di malattie varie. Basandosi su rigorosi studi scientifici, portanti avanti nel corso della sua istruzione medica a Pittsburgh, David Servan-Schreiber propone le sue terapie alternative, incentrare a ritrovare un nuovo equilibrio fisico e mentale. Così ci spiega come funzionano i sette metodi terapeutici da lui considerati più efficaci. Anche le sue opere successive sono marchiate dallo stesso stile. Anticancro (2008) appare un trattato medico ed un invito generale a prendersi cura del proprio corpo. La sua raccomandazione è allora quella di fare appello alle nostre difese naturali e alla volontà di vivere per cercare di superare al meglio la malattia. Affermò che il suo non fosse un attacco anacronistico nei confronti delle terapie convenzionali, sottolineando piuttosto come l'affidarsi soltanto a queste sarebbe deleterio e controproducente.
Nonostante la tenacia con cui portò avanti le sue teorie, il cancro, in una forma ancora più aggressiva, non tardò a ripresentarsi. Nelle pagine del suo ultimo libro, Ho vissuto più di un addio (2011), David si pone delle domande cruciali sul significato profondo della vita e della morte e utilizza il romanzo biografico come un'occasione per dire addio a tutti coloro che lo hanno amato, cercando allora di salutare tutti e partire con un sentimento di pace e connessione.

### Libri
- Guarire. Una nuova strada per curare lo stress, l'ansia e la depressione senza farmaci né psicanalisi ("Guérir, le stress, l'anxiété, la dépression sans médicament ni psychanalyse "), Éditions Robert Laffont (it. Sperling), 2003
- Anticancro. Prevenire e combattere i tumori con le nostre difese naturali ("Anticancer : Prévenir et lutter grâce à nos défenses naturelles"), Éditions Robert Laffont (it. Sperling), 200716, Pocket 2009
- Ho vissuto più di un addio ("On peut se dire au-revoir plusieurs fois"), con Ursula Gauthier, Éditions Robert Laffont, 2011, Pocket 2012 (it. Sperling e Kumpfer, 2011)

### Articoli
- Du Prozac dans l'eau potable ("Il prozac nell'acqua potabile") da Le Monde, 30 agosto 2005
- We can stop the cancer epidemic ("Possiamo fermare l'epidemia di cancro") dall'International Herald Tribune, 17 settembre 2008, versione francese Le Monde, 7 ottobre 2008 (Arrêtons l'épidémie de cancer)
- Deux verres de vin rouge n'augmentent pas le risque de cancer ("Due bicchieri di vino rosso non aumentano il rischio di cancro), con Richard Béliveau e Michel de Lorgeril, da Le Monde, 23 marzo 2009
- Une vision radicalement nouvelle du cancer ("Una visione radicalmente nuova del cancro"), Le Monde, 5 novembre 2009

### Pubblicazioni scientifiche
- Servan-Schreiber D, Schooler J, Dew MA, Carter CS, Bartone P. (2006) EMDR for PTSD: A Pilot Blinded, Randomized Study of Stimulation Type. Psychotherapy and Psychosomatics, in-press.
- Servan-Schreiber, D. (2002) Eye-movement desensitization and reprocessing: A new psychotherapy that embodies the values of integrative medicine. Alternative Therapies in Health and Medicine, 8:100-103
- Pettegrew, J.W., Levine, J., Gershon, S., Stanley, J.A., Servan-Schreiber, D., Panchalingam, K., McClure, R. (2002) 31P-MRS study of Acetyl-L-Carnitine Treatment in Geriatric Depression: Preliminary Results. Bipolar Disorders 4:61-66
- Servan-Schreiber, D. (2000) Eye-Movement Desensitization and Reprocessing: Is psychiatry missing the point? Psychiatric Times 17:36-40
- Servan-Schreiber D. Sleep location and suffocation: how good is the evidence? Pediatrics 2000; 105(4):919-20.
- Servan-Schreiber D. (2000) Doctors Without Borders: For What Purpose? Journal of the American Medical Association 283:18-19
- Servan-Schreiber D. & Kolb, N.R., Tabas G.T. (2000) Somatizing Patients: Part I. Practical Diagnosis. American Family Physician 61:1073-1078
- Servan-Schreiber D.,Tabas G.T., Kolb, N.R. (2000) Somatizing Patients: Part II. Practical Management. American Family Physician 61:1423-1428, 31-2
- Usher M, Cohen JD, Servan-Schreiber D, Rajkowski J, Aston-Jones G. (1999) The role of locus coeruleus in the regulation of cognitive performance. Science 283:549-554
- Servan-Schreiber D., Le Lin B., Birmaher B. (1998) Prevalence of post-traumatic stress disorder and major depressive disorder in Tibetan refugee children. Journal of the American Academy of Child and Adolescent Psychiatry 37:874-879
- Servan-Schreiber D., Perlstein W.M., Cohen J.D. & Mintun M. (1998) Selective Pharmacological Activation of Limbic Structures in Human Volunteers: A Positron Emission Tomography Study. Journal of Neuropsychiatry and Clinical Neurosciences. 10:148-159
- Servan-Schreiber D. & Perlstein W.M. (1998) Selective Limbic Activation and its Relevance to Emotional Disorders. Cognition & Emotion * Special issue on the Neuropsychology of Emotions, R.J. Davidson (Ed.) 12:331-352
- Servan-Schreiber D., Bruno R., Carter C. & Cohen J.D. (1998) Dopamine and the Mechanisms of Cognition. Part I: A Neural Network Model Predicting Dopamine Effects on Selective Attention. Biological Psychiatry 43:713:722
- Servan-Schreiber D., Carter C., Bruno R. & Cohen J.D. (1998) Dopamine and the Mechanisms of Cognition. Part II: D-Amphetamine Effects in Human Subjects Performing a Selective Attention Task. Biological Psychiatry 43:723-729
- Servan-Schreiber D., & Perlstein W.M. (1997) Pharmacological activation of limbic structures and neuroimaging studies of emotions. Journal of Clinical Psychiatry. 58 (suppl. 16):13-15
- Armony JL, Servan-Schreiber D, Cohen JD, LeDoux JE (1997) Computational modeling of emotion: Explorations through the anatomy and physiology of fear conditioning. Trends in Cognitive Sciences 1: 28-34.
- Armony J.L., Servan Schreiber D., Romanski L.M., Cohen J.D. & LeDoux J.E. (1997) Stimulus generalization of fear responses: Effects of auditory cortex lesions in a computational model and in rats. Cerebral Cortex 7: 157-165
- Carter C.S., Servan-Schreiber D., & Perlstein W. (1997) Anxiety disorders and the syndrome of chest pain with normal coronary arteries: prevalence and pathophysiology. Journal of Clinical Psychiatry 58:70-73 (suppl.)
- Servan-Schreiber D., Cohen J.D. & Steingard S. (1996) Schizophrenic Deficits in the Processing of Context: A Test of a Theoretical Model. Archives of General Psychiatry 53:1105-1113
- Hoffman R.E., Rapaport J., Ameli R., McGlashan T.H., Harcherik D., & Servan-Schreiber D (1995) The pathophysiology of hallucinated 'voices' and associated speech perception impairments in psychotic patients. Journal of Cognitive Neuroscience. 7:479-496
- Armony J.L., Servan-Schreiber D., Cohen J.D. & LeDoux J.E. (1995) An anatomically constrained neural network model of fear conditioning. Behavioral Neuroscience 109:246-257.
- Cohen J.D., Forman S.F., Braver T., Casey B.J., Servan-Schreiber D. & Noll D. (1994) Activation of prefrontal cortex in a non-spatial working memory task with functional MRI. Human Brain Mapping 1:293-304
- Cohen J.D., Romero R.D., Servan-Schreiber D. & Farah M.J. (1994) Mechanisms of spatial attention: The relation of macrostructure to microstructure in parietal neglect. Journal of Cognitive Neuroscience. 6:377-387
- Cohen J.D. & Servan-Schreiber D. (1993) A theory of dopamine function and its role in cognitive deficits in schizophrenia. Schizophrenia Bulletin 19:85-104
- Cohen J.D. & Servan-Schreiber D. (1992) Context, Cortex and Dopamine: A connectionist approach to behavior and biology in schizophrenia. Psychological Review 99:45-77
- Servan-Schreiber D., Printz H.W. & Cohen J.D. (1990) A network model of catecholamine effects: Gain, signal-to-noise ratio and behavior. Science 249:892-895
- Cleeremans A., Servan-Schreiber D., & McCelland J.L. (1989) Finite state automata and simple recurrent networks. Neural Computation 1:372-381
- Servan-Schreiber D. & Binik Y. (1989) Extending the intelligent tutoring systems paradigm: Computerized psychotherapy as intelligent tutoring. Computers in Human Behavior 5:241-259
- Binik Y., Westbury C., & Servan-Schreiber D. (1989) Attitude change to computerized sex therapy following exposure to a sex-expert system. Behavior Research and Therapy 27:303-306
- Binik Y., Servan-Schreiber D., Freiwald S., & Hall K. (1988) Intelligent computer-based assessment and therapy: An expert system for sexually dysfunctional couples. Journal of Nervous and Mental Disease 176:387-400
- Servan-Schreiber D. (1986) Artificial intelligence and psychiatry. Journal of Nervous and Mental Disease 174:191-202